# Old Wives for New
Old Wives for New è un film muto del 1918 diretto da Cecil B. DeMille che aveva come assistenti John W. Brown e Sam Wood.
La sceneggiatura di Jeanie Macpherson si bsa sull'omonimo romanzo di David Graham Phillip pubblicato a New York nel 1908.

## Trama
Charles Murdock sposa la bella Sophy e dal matrimonio nascono due bambini. Ma dopo vent'anni, la moglie è diventata vecchia, trascurata e obesa mentre Charles è ancora un bell'uomo pieno di fascino. Durante un viaggio, Charles incontra e si innamora di Juliet Raeburn ma la giovane donna, quando scopre che l'uomo è sposato, lo rifiuta. Per dimenticarla, Charles raggiunge il suo socio, Berkeley, e, insieme a lui, si reca a cena con due accompagnatrici. Durante la cena, irrompe una terza donna che, in preda alla gelosia, spara a Berkeley, uccidendolo. Charles resta coinvolto nell'omicidio e la moglie chiede il divorzio. Per proteggere la reputazione di Juliet, Murdock finge che la sua amante sia una donna di nome Viola con la quale si reca in viaggio in Italia. Anche Juliet è in Italia. Quando incontra Charles, gli mostra il suo disprezzo. Ma quando arriva la notizia che Sophy si è sposata con Bladen, il suo segretario, tra Charles e Juliet c'è un chiarimento. I due finalmente non trovano più ostacoli al loro amore.

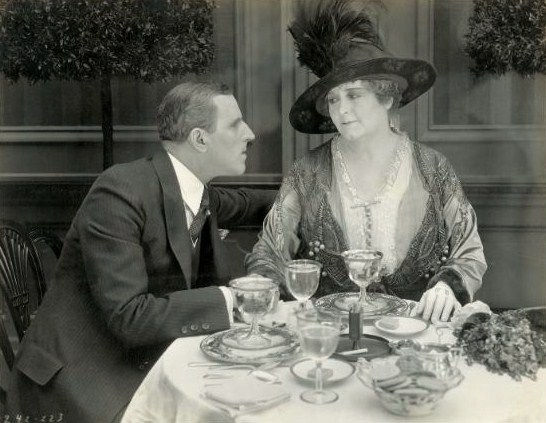
Gustav von Seyffertitz e Sylvia Ashton

## Produzione
Il film fu prodotto dalla Artcraft Pictures Corporation e venne girato dal 2 marzo al 9 aprile 1918 con un budget stimato a 66.241 dollari. Alcune scene vennero girate a Kernville, in California.

## Distribuzione
Il copyright del film, richiesto dalla Famous Players-Lasky Corp., fu registrato il 6 maggio 1918 con il numero LP12399.
Distribuito negli Stati Uniti dalla Paramount Pictures (dove incassò 286.504 dollari), il film uscì nelle sale cinematografiche statunitensi nel 1918. Fu presentato in anteprima a Los Angeles a inizio anno e, il 19 maggio 1918, venne proiettato in prima al Rivoli Theatre di New York per uscire nelle sale il 16 giugno.
 
In Danimarca, venne distribuito il 30 settembre 1919 con il titolo Hustru - Moder - Elskerinde. In Francia, prese il titolo L'échange, in Ungheria quello di Régi feleségeket újért, in Svezia, quello di Äkta makar.
 
Il 6 giugno 1920, il film ebbe negli Stati Uniti, una nuova distribuzione.
Masterizzato, il film è stato distribuito in DVD dalla Image Entertainment (2005) e dalla Passport Video (2007).

### Conservazione
Copia completa della pellicola, un positivo 35 mm, è conservata negli archivi dell'International Museum of Photography and Film at George Eastman House di Rochester; un'altra copia si trova all'Academy Film Archive di Beverly Hills.